# Batalla de Ilerda
La batalla de Ilerda fue un enfrentamiento militar librado durante la segunda guerra civil en el verano del año 49 a. C.; primero en Ilerda, la actual Lérida, y luego al sur; entre los ejércitos de Cayo Julio César y los lugartenientes de Cneo Pompeyo Magno en Hispania.

## Antecedentes

### Causas de la guerra
Después de las victorias del procónsul Cayo Julio César en la guerra de las Galias, el Senado romano temía a su poder y buscó la protección del cónsul Cneo Pompeyo Magno asegurando que solo se eligieran cónsules adeptos a este último. Por su parte, César ambicionaba obtener el consulado del año 49 a. C., pero eso le exigía volver a Roma y ser vulnerable a un juicio y condena por sus enemigos. La postura de Pompeyo sobre la situación de César, cuyos poderes e inmunidad jurídica expiraban el 1 de marzo del 50 a. C., quedó clara en una reunión con Quinto Cecilio Metelo Escipión el 29 de septiembre del 51 a. C., no se podía actuar contra él hasta la expiración. El cónsul y el procónsul estaban distanciándose desde las muertes de Julia, esposa del primero e hija del segundo, y de Marco Licinio Craso, el tercer miembro del triunvirato que incluía a César y Pompeyo, y quien mantenía el equilibrio entre los tres. Ahora solo quedaban un procónsul cuyo poder pronto eclipsaría a su rival, y un cónsul que podía intentar aplastar a su contrario antes de que fuera muy tarde.
Por eso, llevó en el 50 a. C. una solicitud para ser elegido cónsul in absentia, medida que ya se le había negado en el 61 a. C. Sin embargo, pudo comprar las elecciones de tribuno de la plebe para que se nombrara a su partidario Gayo Escribonio Curión. Estos propusieron que tanto César como Pompeyo disolvieran sus ejércitos para finales de ese año, pero el Senado prefirió ordenar a César que cediera una de sus legiones para una expedición que se preparaba contra el Imperio parto, además de elegir a dos acérrimos enemigos del procónsul, Lucio Cornelio Léntulo Crus y Cayo Claudio Marcelo, como cónsules para el año 49 a. C. Entonces César avanzó a Rávena con una legión, la XIII, y ordenó a los tribunos presentar una nueva propuesta, si le dejaban seguir siendo procónsul y poder ser candidato in absentia para el consuldado del año 48 a. C., él licenciaría su ejército con excepción de dos legiones en la Cisalpina y quizás una en Iliria, renunciando a las 8 legiones que tenía en la Transalpina. Otra versión dice que pidió solo la Cisalpina con una legión.
La propuesta se presentó el 1 de diciembre, le pareció aceptable a Marco Tulio Cicerón pero Marco Porcio Catón y sus partidarios se negaron a aceptar. El cónsul Marcelo salió del Senado gritando que de aceptar se ganarían al procónsul como dueño, fue a la villa de Pompeyo para tenderle su espada y pedirle defender la república. Los senadores exigieron a César la disolución completa de sus legiones antes de acabar el 50 a. C. y regresar a Roma como un ciudadano más bajo el riesgo de ser nombrado publicus hostis. El 25 de diciembre Cicerón se reunió con Pompeyo en su villa y al darse cuenta de que el general estaba decidido a combatir a César decidió unirse a la causa de Catón.

Un líder parecía tener la mejor causa, el otro la más fuerte; en uno estaba la apariencia, en el otro la realidad del poder; Pompeyo estaba armado con la autoridad del Senado, César con la devoción de los soldados.

### Estallido

Busto de Julio César.

El 1 de enero del 49 a. C., César ordena a Curión entregar un ultimátum a los cónsules. La carta fue leída ante el Senado al día siguiente, proponiendo la disolución de los ejércitos cesariano y pompeyano, la entrega de sus provincias y rendir cuentas por igual; la mayoría senatorial era anti-cesariana y destacaba el suegro de Pompeyo, Metelo. Nadie votó para que Pompeyo disolviera su ejército y en esa sesión solamente los senadores Marco Calidio y Marco Celio Rufo hablaron a favor de César, alegando que para mantener la paz Pompeyo debía renunciar a su mando en sus provincias y que el procónsul temía que se usaran las dos legiones que ya había entregado para la campaña contra los partos, la I y la XV, en su contra. Pero entonces el cónsul Léntulo intervino y los hizo callar.

Así Marcelo, aterrado con los baldones, abandonó su parecer, y así violentados los más por la destemplanza del cónsul, terror del ejército presente, y amenazas de los amigos de Pompeyo, siguen mal de su grado la sentencia de Escipión: «que dentro de cierto término deje César el ejército; donde no, se le declare por enemigo de la República».

Debe mencionarse que, meses antes, el Senado había exigido a César y Pompeyo entregar a cada uno una legión para luchar contra los partos, pero el segundo decidió aportar una legión que había cedido al primero durante las campañas en la Galia, así que en realidad fue César quien aportó dos, pero antes de enviarlas, César les dio una suculenta paga a sus legionarios para asegurar su lealtad. Nunca fueron al Oriente, por mandato de Marcelo se quedaron en Italia bajo órdenes de Pompeyo, quien tenía poderes de proconsulares.
El 5 de enero vuelven a reunirse los senadores, donde hay un debate sin frutos. El 7 de enero el Senado envió su propio ultimátum a César exigiendo disolver sus tropas antes del 1 de marzo. La propuesta fue bloqueada por los nuevos tribunos Marco Antonio y Quinto Casio Longino, pero cuando sus amigos les informaron que no era seguro seguir en la ciudad por los soldados y partidarios de Pompeyo merodeando, ambos tribunos no asistieron a la sesión del Senado y con Curión huyeron a Rávena esa noche disfrazados como esclavos. En su ausencia el Senado aprueba la Senatus consultum ultimatum, César estaba fuera de la ley y era legal matarlo sin juicio. Ese mismo día las noticias de la ley llegaban a oídos de César. Sin duda, sus enemigos lo habían llegado a una situación donde no podía esperar un juicio justo y solo le quedaba usar su poder militar para defenderse, tampoco se puede negar que el procónsul siempre fue un hombre ambicioso, «le dominaba el hábito del mando, y que habiendo comparado con las suyas las fuerzas de sus enemigos, creyó propicia la oportunidad de adueñarse del poder soberano, que desde su juventud venía codiciando». Según Cicerón, César siempre decía los versos de Eurípides: 

Nam si violandum est jus, regnandi gratia
 Violandum est: aliis rebus pietatem colas.
«Si hay derecho para violar, violadlo todo por reinar: pero respetad las demás cosas».

Durante los días siguientes, numerosos senadores se reunieron con Pompeyo a las afueras de Roma, informándole de las fuerzas a su disposición, unas diez legiones. De inmediato, el Senado ordenó hacer levas en toda la península itálica, recaudando todo el tesoro público y aportes privados para enfrentar a César, seguros que tendrían tiempo porque no creían que César entraría a Italia sin todo su ejército. También se envió a Escipión para Siria y a Lucio Domicio Enobarbo para la Galia Cisalpina a reclutar ciudadanos romanos. Las medidas fueron efectuadas sin la aprobación legal del pueblo romano; también se ordenaba tomar las armas y dinero que había en los templos y edificios públicos para el esfuerzo bélico.
Cuando César se enteró, arengó a sus tropas (adlocutio) diciéndoles que era un proscrito por deseo de sus enemigos, que Pompeyo había sido engañado y que el derecho de veto de los tributos había sido violado por las armas. Instó a aquella legión, que le había servido por nueve años de guerra hasta desarrollar una lealtad fanática a su persona, a defenderlo. Lloró y se quitó la túnica del pecho prometiéndoles grandes riquezas.
Tras obtener el apoyo de su soldados, César partió de Ariminum, cruzando en la noche del 11 a 12 de enero el río Rubicón. Como dice el historiador Si Sheppard: «El río en sí no era ningún obstáculo, pero constituía una gran barrera psicológica: si lo cruzaba, significaba que ya no era un servidor de la República, sino su enemigo».
Según Apiano, después de meditar frente al río, se aproximó a sus compañeros y dijo:

«Amigos míos, dejar sin cruzar este río me traería muchos desastres; cruzarlo, para toda la humanidad». Después de esto cruzó con ímpetu como alguien inspirado, profiriendo la familiar frase: «¡La suerte está echada; así sea!».

Según Suetonio, al llegar a la orilla dijo a sus compañeros: «Todavía podemos retroceder, pero si cruzamos este puentecillo, todo habrán de decidirlo las armas». Luego, se puso a meditar hasta que un hombre alto y hermoso apareció frente a él tocando la flauta, lo que atrajo a los pastores y soldados de los alrededores. Viéndolo como un favor divino dijo:

Marchemos a donde nos llaman los signos de los dioses y la iniquidad de los enemigos. Jacta alea est, «La suerte está echada».

Según Plutarco, el procónsul tuvo una pesadilla la noche anterior en la que tenía relaciones incestuosas con su madre, pero en ese momento estuvo largo tiempo meditando frente a las aguas, debatiéndose si cruzar o no y conversándoles a sus amigos que de hacerlo causaría grandes males pero ganaría una fama eterna.

Por fin, con algo de cólera, como si dejándose de discursos se abandonara a lo futuro, y pronunciando aquella expresión común, propia de los que corren suertes dudosas y aventuradas, «Tirado está ya el dado», se arrojó a pasar y, continuando con celeridad lo que restaba de camino, llegó a Arímino antes del día y lo ocupó.

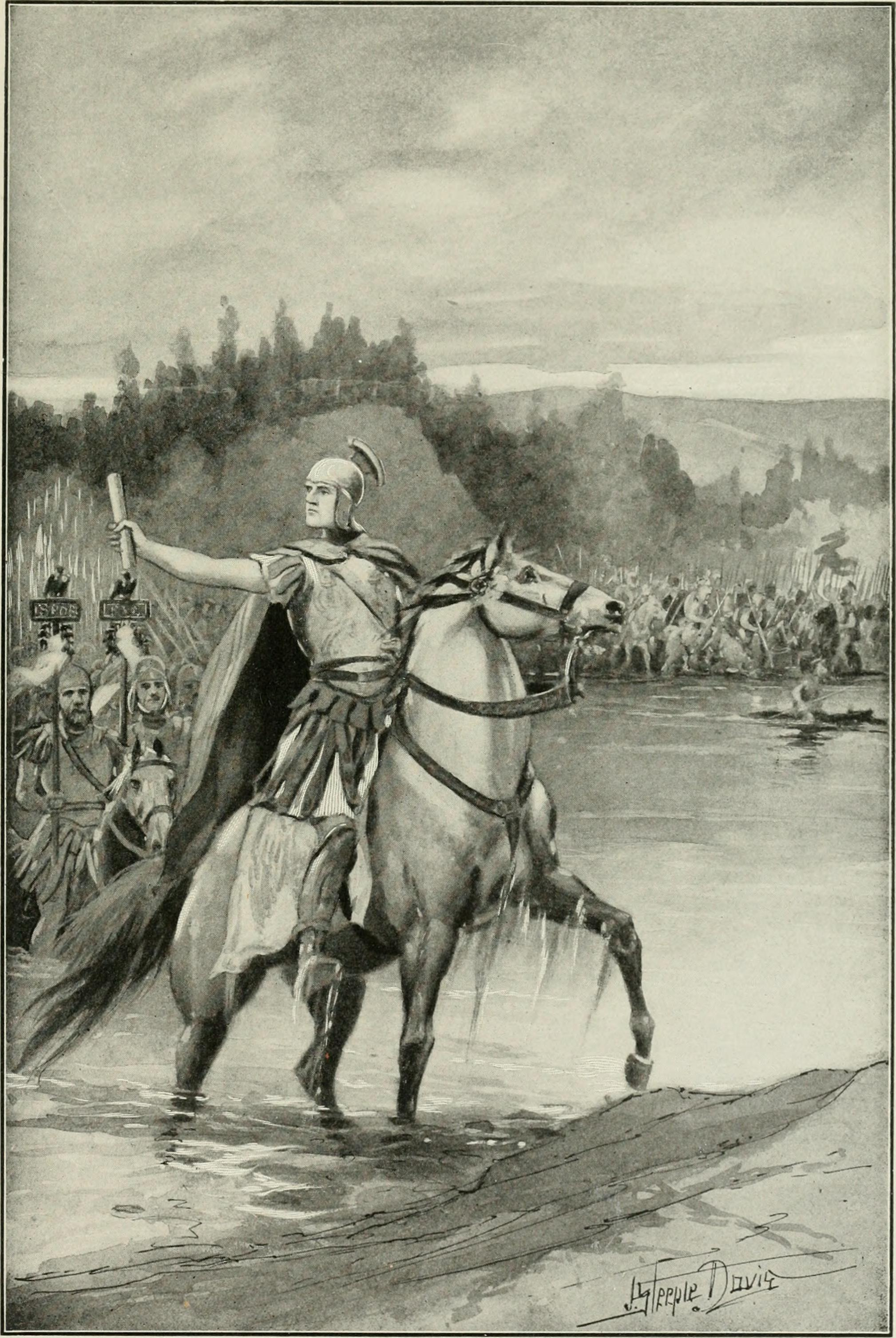
Dibujo de inicios del con una representación idealizada de César cruzando el Rubicón.

Según Lucano, autor republicano y antimonárquico, expresa una visión negativa del evento, César es una «tempestad» que miraba la orilla del río con su «ejército fiel» atrás, como «sombras mudas», hasta que surge una visión de su patria en apariencia fantasmal, vestida de forma lúgubre, envuelta en nieblas y sollozando, lo que heló la sangre del procónsul y erizo su cabello, pero no le impidió cruzar. Las palabras de la aparición fueron:

«¿Adónde, ¡oh vos de la impiedad caudillos!
 Volvéis mi insignia, mi rigor, mi espada?
 Pueblo romano, os reconozco en esta
 Ribera que pisáis, y no en la opuesta. 
 Al que armado me busca, el cristal puro
 Le excluye de estos márgenes estrechos,
 Pues nadie aquí adelanta el pie seguro,
 Sin romper leyes y ultrajar derechos:
 Ya cuanto más te acercas a mi muro
 Atento, César, a ensanchar tus hechos,
 Me pierdes más, y encuentras en mis brazos
 Lanzas por cetros, por coronas lazos».

Su avance fue fulminante a causa del pánico. Léntulo escapó de Roma tras retirar el tesoro público (Aerarium Sanctius) para entregarlo a Pompeyo según un decreto del Senado. Marcelo y la mayoría de los magistrados y patricios huyeron sin llevar a cabo los rituales necesarios y robándose propiedad ajena. Lloraban y lanzaban oraciones a los dioses, maldecían, se despedían de amigos o familiares y se llevaban a sus mujeres, hijos y pertenencias. Los sorprendidos senadores se arrepintieron de no haber negociado e incluso Cicerón envió mensajeros pero era tarde. Quedaron solamente los partidarios a César o los neutrales.
Pompeyo estaba en Apulia, en sus cuarteles de invierno (hiberna), con las dos legiones entregadas por César. Su ejército era mayor, pero los informes exagerados le hicieron decidirse por retroceder y como no hacía nada, muchos le criticaron pero igualmente lo siguieron en la retirada a Capua, Lucera y finalmente Brundisium.

Era una sinrazón manifiesta pretender que César saliese de Rimini y volviese a su provincia, mientras él mismo retenía las provincias y legiones ajenas; querer que César licenciase sus tropas, y hacer él reclutas; prometer de ir a su gobierno, y no determinar plazo de la ida; de modo que pudiera muy bien Pompeyo mantenerse quieto en Italia, aun pasado el consulado de César, sin faltar a su palabra o sin incurrir la nota de pérfido. Sobre todo el no dar tiempo para las vistas, ni haberlas querido aceptar cerraba la puerta a toda esperanza de paz. Por tanto, destaca desde Rimini a Marco Antonio con cinco cohortes a la ciudad de Arezo; él se queda en Rimini con dos, y allí empezó a hacer levas. Guarnece a Pésaro, Fano y Ancona con cada cohorte.

Muchas ciudades se rindieron ante el procónsul César, solo Corfinio le ofreció una breve resistencia. Las tropas que capitularon fueron sumadas al ejército de César. Poco después asediaba Brundisium, donde estaba Pompeyo, pero este último pudo escapar a Epiro gracias a su flota, pero no sin antes enviar cartas a sus reyes aliados y lugartenientes en todo el Mediterráneo para organizar ejércitos contra el procónsul.
César creía que era más ventajoso seguir a su rival por mar antes que concentrara sus ejércitos de Macedonia y Oriente, alrededor de 100.000 hombres, pero Pompeyo había requisado todos los barcos de la zona, impidiéndole actuar de inmediato. Debía esperar que se reunieran sus barcos, que estaban en las costas galas, el Piceno y el estrecho de Mesina, pero eso tomaría mucho tiempo. César decidió aprovechar ese lapso para acabar con las poderosas fuerzas que los pompeyanos tenían en Hispania, especialmente la Citerior, lugar donde su rival tenía muchos aliados y recursos desde la Guerra Sertoriana y que amenazaban con invadir la Galia e Italia por el oeste. Dejó poderosas guarniciones en Brundisium, Hydrus y Tarentum, envió al legado Quinto Valerio Orca con una legión a Sardinia y a Cayo Escribonio Curión con otras dos a Sicilia (con órdenes de seguir a África). Los gobernadores pompeyanos huyeron de las dos islas mediterráneas. Dejó la península itálica para Marco Emilio Lépido, Roma para Marco Antonio, Iliria para Cayo Antonio y Cisalpina para Marco Licinio Craso. Además, mandó a los almirantes Quinto Hortensio y Publio Cornelio Dolabela construir flotas para los mares Adriático y Tirreno respectivamente.

## Ruta a Hispania
Entró en Roma el 1 de abril después años de ausencia. En la capital de la república, César reúne a los senadores restantes y hace recordar los agravios que sufrió.
Recordó que los Patres habían puesto a Pompeyo en su contra, amenazando su carrera y su vida y negándose a llegar a un acuerdo. También acusó que se habían limitado ilegalmente los poderes de los tribunos de la plebe. Finalmente, él enumeró las numerosas propuestas de solución pacífica, ninguna de las cuales fue escuchada. Después pidió el gobierno de la república y anunció que enviaría embajadores para tratar con Pompeyo.
Los senadores aprobaron el enviar embajadores, pero no había voluntarios, pues todos temían lo que había dicho Pompeyo.

El Senado aprueba el que se envíen diputados, mas no se hallaba quién fuese, y el motivo principal de rehusar esta comisión era el miedo; porque Pompeyo, al despedirse de Roma, había dicho en el Senado: «que a lo que se quedasen en Roma los miraría como a los que siguiesen a César». Así se gastan tres días inútilmente. Tras esto sobornan los enemigos de César al tribuno Lucio Mételo para que vaya dilatando la conclusión del negocio y ponga embarazos a todas las demás cosas que había propuesto de hacer. Descubierta por César esta trama, malogrados ya varios días, por no perder más tiempo, sale de Roma sin haber hecho nada de lo que tenía deliberado ejecutar y entra en la Galia Ulterior.

Para no perder más tiempo, César abandona Roma el 6 de abril «habiendo dicho a los suyos antes de marchar que iba a combatir a un ejército sin general para volver a combatir a un general sin ejército». Entre tanto, dejaba a Marco Emilio Lépido como prefecto en la capital y a Marco Antonio al mando en el resto de la península itálica. César se entera de que Lucio Vibullio Rufo había sido enviado por Pompeyo a Hispania, mientras Enobarbo ocupaba Massilia con siete barcos comprados en la isla de Giglio y Cosa. Lo habían precedido jóvenes nobles locales, que como embajadores pompeyanos, habían salido de Roma poco antes de su abandono por Pompeyo.

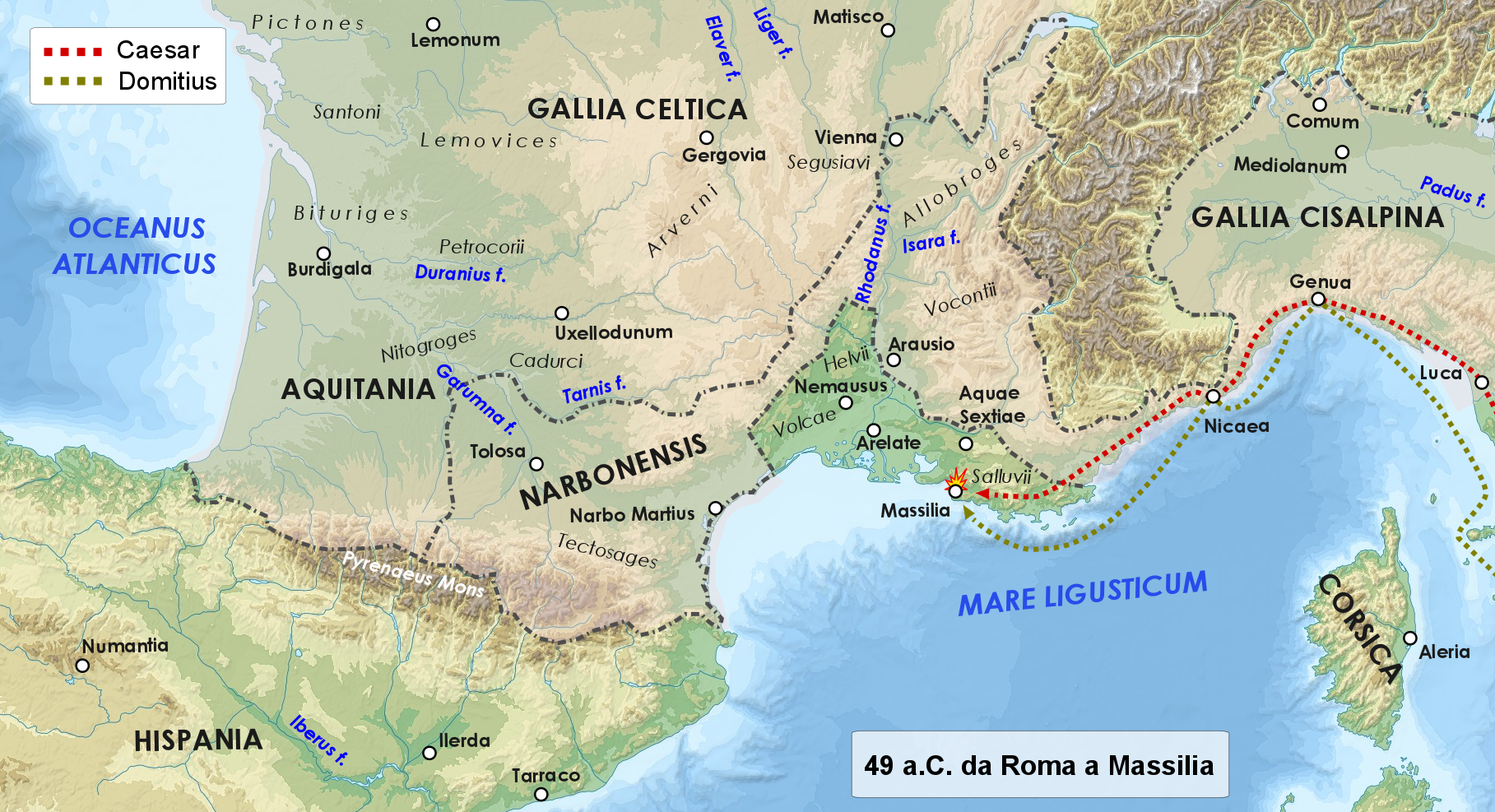
Campaña de Roma a Massilia. En rojo el camino seguido por César y sus legiones en tierra, en cambio, Enobarbo viaja por mar con algunos fieles (en verde).

Los habitantes de Massilia cerraron las puertas a César y pidieron ayuda a los albici, tribu bárbara que vivía en las montañas al nordeste de la ciudad, que eran desde hace mucho sus protectores. Acumularon todo el trigo que pudieron de las regiones vecinas, organizaron fábricas de armas en la urbe y repararon las murallas, puertas y la flota. Estaban listos para aguantar un largo asedio. César envió quince embajadores para recordarles que había conquistado toda Italia con facilidad y no deseaba hacerles la guerra. Fue durante esas negociaciones que llegó Enobarbo con su flotilla. Bien recibido por los locales, fácilmente se hizo con el gobierno de la ciudad. Su primera orden fue enviar la flotilla en todas direcciones para capturar todos los buques de carga disponibles, algunos de estos son desguazados para reparar otros navíos y otros mercantes son armados. Se organiza las reservas de trigo y demás materias primas para soportar el asedio. César respondió trayendo tres legiones en las cercanías e iniciando un asedio. También estableció en Arelate la construcción de doce buques de guerra, que fueron acabados en treinta días y cuyo mando se confió a Décimo Junio Bruto Albino. Las legiones quedaron a las órdenes del legado Gayo Trebonio. El 5 de junio partía a Hispania.

## Fuerzas en combate

### Pompeyanos
Hispania estaba dominada por tres ejércitos pompeyanos a las órdenes de los legados Lucio Afranio, en la Citerior con tres legiones; Marco Petreyo en la Ulterior, entre el paso Cástulo y el río Anas, con dos legiones; y Marco Terencio Varrón en las tierras de los vetones, cruzando el Anas, en la Lusitania, con dos legiones. A través de estos hombres, Pompeyo había gobernado sus provincias hispánicas; el primero era procónsul y el segundo propretor. El tercero era un legado quien, recibiendo noticias de lo sucedido en Italia, inicialmente quiso pactar con César y no se movilizó. Según el historiador militar estadounidense Spencer C. Tucker, esto equivalía a 65.000 soldados pompeyanos en el norte de la península ibérica y 45.000 en el centro y sur.
Su plan suponía la unión de fuerzas entre Afranio y Petreyo, mientras Varrón quedaba en retaguardia. El primero congregó a todos los auxiliares y jinetes que pudo en la Lusitania, mientras el segundo hizo lo mismo con celtíberos, cántabros y tribus costeras. Decidieron confluir en Ilerda, ciudad de ubicación estratégica. El ejército de Afranio y Petreyo sumaba 5 legiones, unos 30.000 legionarios, 80 cohortes de auxiliares, alrededor de 18.000 hombres, algunos de infantería pesada con scutum y otros ligeros con caetras, y 5.000 jinetes. El historiador británico Matthew Bennett cree que sumaban 35.000 a 40.000 soldados.

Como corrió el rumor que Pompeyo pensaba en pasar por la Mauritania con las legiones a España y que muy en breve vendría, tomó dinero prestado de los tribunos y centuriones y distribuyólo a los soldados. Con lo cual logró dos cosas: el empeñar en su partida a los oficiales con el empréstito, y el ganar las voluntades de los soldados con el donativo.

### Cesarianos
Al comenzar la guerra César contaba con unos 60.000 soldados, entre sus ocho legiones veteranas y los auxiliares. César dice que Cayo Fabio llegó a Hispania con tres legiones (VII, IX, XI) antes que él. Fabio se encontraba en el Narbo Martius, cerca de Narbona, y recibió la orden de ocupar los pasos de los Pirineos, lo que hizo sin dificultad. Después César envió mensajeros para que otras legiones (VI, X y XIV), ubicadas entre la Galia Comata y Matisco, se unieran en la campaña.
Así, César tenía 6 legiones, unos 25.000 legionarios, apoyadas por 5.000 infantes auxiliares, 3.000 jinetes veteranos que lo acompañaban desde sus primeras campañas y otros tantos jinetes contratados en las Galias. También se le unieron mercenarios montados de la Galia Aquitania y las regiones pirenaicas, unos 900, que servían de su guardia personal. Sus auxiliares sumaban un total de 12.000 hombres, de los que 7000 iban a caballo. Alcanzaban los 35.000 a 40.000 soldados.

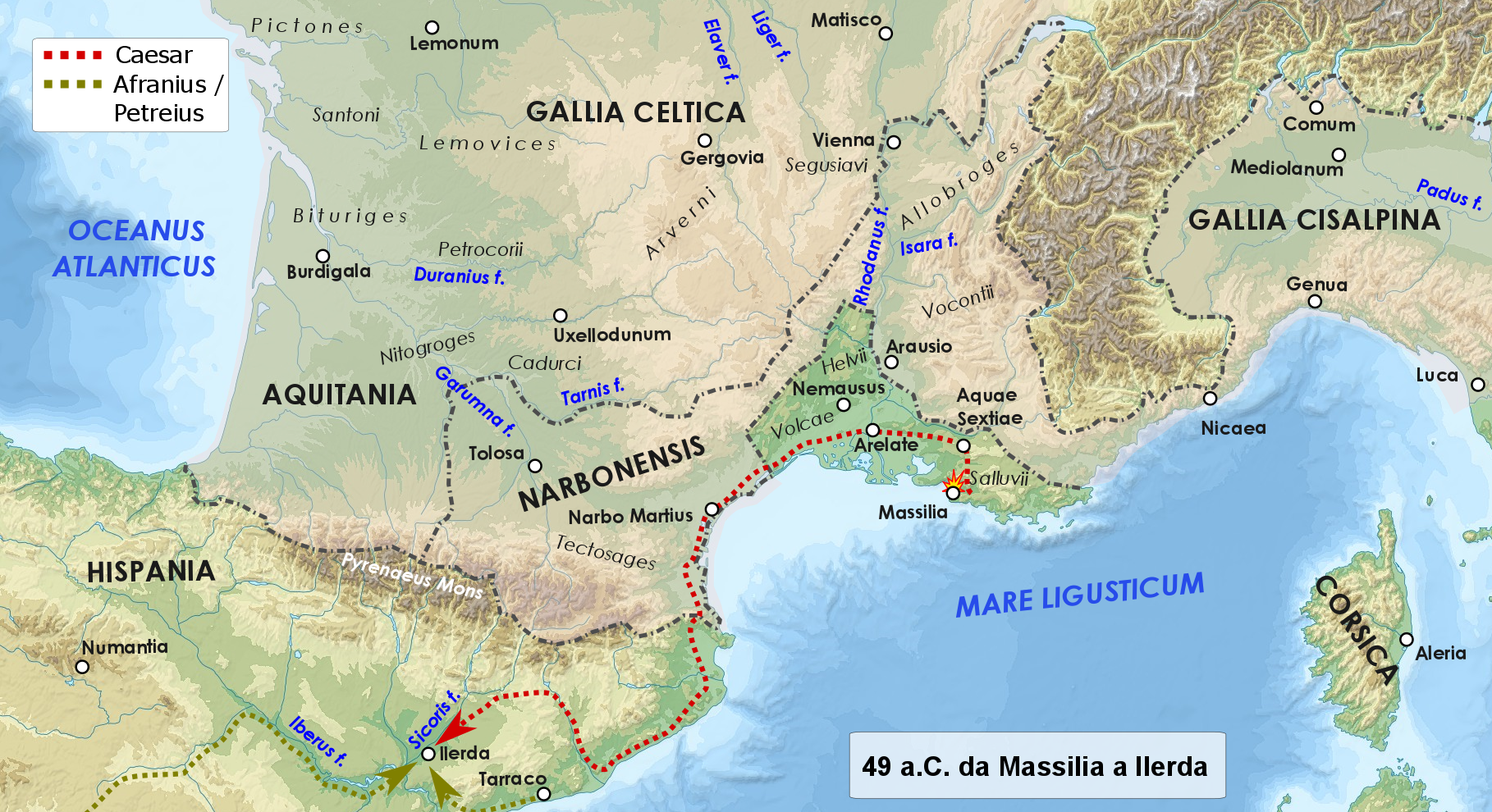
Campaña entre Massilia y Ilerda. En rojo el avance cesariano, y en verde la unión de fuerzas entre Afranio (procedente de Tarraco) y Petreyo (del sur).

El ejército cesariano se componía de las legiones que le asignó el Senado cuando se volvió procónsul de la Cisalpina y la Transalpina: VII (futura VII Claudia), VIII (VIII Augusta), IX (IX Hispana) y X (X Gemina). También las que fue reclutando en sus conquistas: XI (XI Claudia) y XII (XII Fulminata) en el 58 a. C.; XIII (XIII Gemina) y XIV (XIV Gemina) en el 57 a. C. En el 53 a. C. la XIV fue destruida por el celta Ambiórix, así que reclutó la XV (XV Apollinaris), reconstruyó la XIV y le pidió la I a Pompeyo (creada durante su consulado en 55 a. C.). En el 52 a. C. se crean la V (futura V Alaudae) y VI (VI Ferrata) para enfrentar a Vercingétorix.
Las legiones I y XV fueron cedidas por César para la proyectada campaña parta y esta última luchó por Pompeyo en Farsalia numerada como III, rindiéndose y reincorporándose al ejército cesariano. Las VI, VII, IX, X, XI y XIV participaron de la expedición a Hispania, las VIII, XII y XIII se quedaron asediando Massilia. Finalmente, después de conquistar Italia organizó varias unidades nuevas, desde la XV hasta la XXXI, destacando una nueva XV y la XVI, que fueron con Curión a África y acabaron destruidas, o las XXI, XXVIII y XXX, que fueron a Hispania como guarnición.

## La campaña militar

### Primeros enfrentamientos

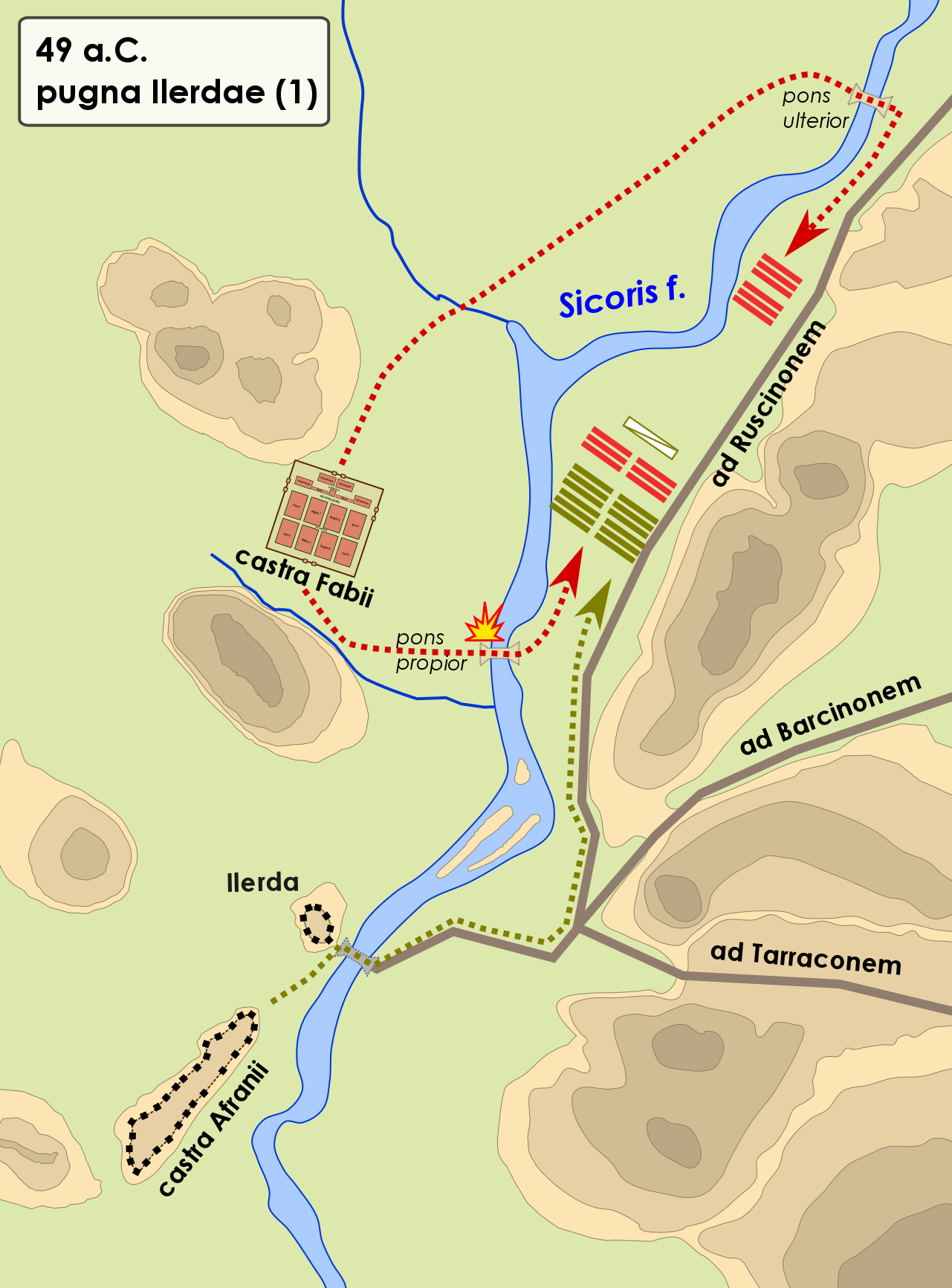
Operaciones de Fabio y Planco contra los pompeyanos.

Fabio expulsó a las guarniciones de Afranio de los pasos pirenaicos, envió mensajeros para ganar el apoyo de las tribus de la región y realizó varias incursiones en busca de alimentos, enfrentándose a la caballería pompeyana. Posteriormente construyó dos puentes de madera sobre el Sicoris, el pons propior y el pons ulteriores. Los pompeyanos controlaban un puente de piedra cercano a la ciudad.

Como una vez, según la costumbre diaria, saliesen con los forrajeadores para escoltarlos dos legiones de Fabio y hubiesen pasado el río, siguiéndolas el bagaje y toda la caballería, sucedió que por un repentino huracán y grande aguacero se rompió el puente y quedó atajada mucha parte de la caballería. Conociendo esto Petreyo y Afranio por los ripios y zarzos que llevaba el río, pasando Afranio prontamente con cuatro legiones y toda la caballería el puente que tenía junto a la ciudad y a su campo, vino al encuentro de las legiones de Fabio.

Afranio y Petreyo llegaron a Ilerda con su ejército el 20 de junio decidieron buscar batalla inmediatamente, procediendo a avanzar con el objetivo de ocupar un puente con 4 legiones. Lucio Munacio Planco, comandante de una legión, decidió ocupar una colina cercana al pons propior, enfrentándose exitosamente a un enemigo superior. Cuando Fabio llegó con el resto del ejército los pompeyanos se retiraron, pero controlaban la zona y dificultaban el abastecimiento a sus enemigos. El procónsul temía que su legado fuera vencido mientras estaba solo en Hispania, así que apresuró la marcha de su ejército.

### Llegada de César
El 22 o 23 de junio César llegaba al campamento de Fabio escoltado por una guardia personal de 900 jinetes. Mientras tanto, uno de los puentes era destruido por una inundación repentina causada por una tormenta pero durante la noche siguiente se trabajó para reconstruirlo completamente. Después de reconocer personalmente el lugar, el procónsul ordenó a las seis cohortes guarnecer el campamento y el nuevo puente. Desplegó al resto del ejército en tres líneas (Acies triplex) y marchó hacia Ilerda, llegando a un llano perfecto para una batalla campal, muy cerca de Afranio.
Los pompeyanos respondieron desplegándose frente a su campamento, que estaba sobre una colina. César percibió que Afranio no tomaría la iniciativa y decidió acampar a cien yardas de su rival. Conocedor que podía ser atacado mientras se construía el campamento (como le había pasado durante la batalla del Sabis), el procónsul ordenó a su tercera línea no levantar una empalizada o valum, fácilmente visible desde la distancia, sino que cabo una fosa o fossatum de quince pies o 4,5 metros de profundidad. Al llegar la noche los cesarianos se retiraron tras los fosos y permanecieron en armas toda la noche.
Al día siguiente César decidió continuar la construcción. Se asignó a tres legiones un sector por fortificar mientras otras tantas daban cobertura. Entre tanto, Afranio y Petreyo desplegaron sus legiones al pie de la colina de su campamento y ofrecieron batalla. César no interrumpió su trabajo y los pompeyanos no atacaron y volvieron a sus cuarteles. En la tercera jornada las empalizadas estaban listas y algunas cohortes empezaron a traer el equipaje desde el campamento de Fabio, que es abandonado y destruido.

### Batalla frente a Ilerda

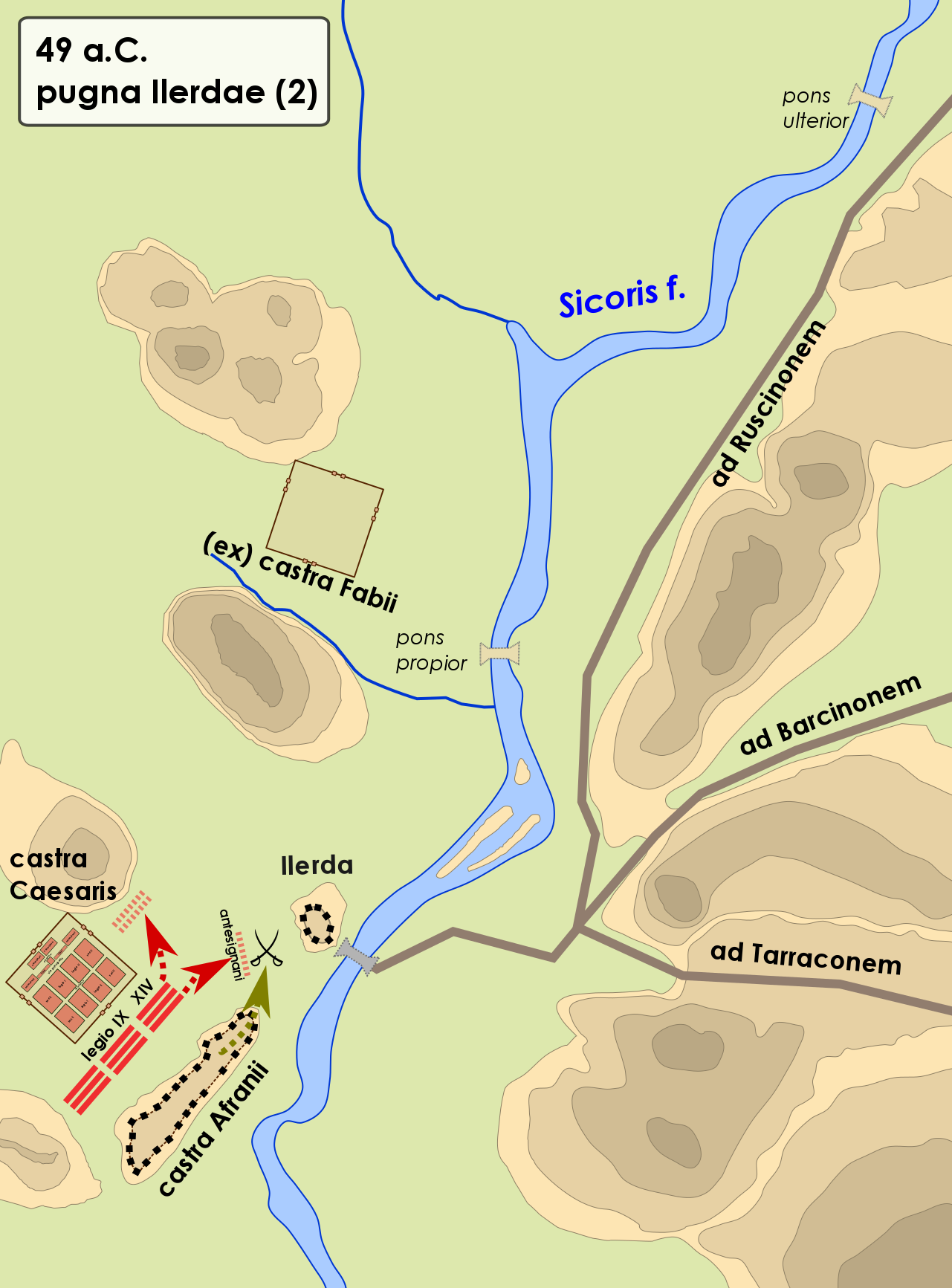
Operaciones militares tras la llegada de César.

Entre Ilerda y el campamento pompeyano había una llanura de trescientas yardas (450 metros) atravesada por una bajísima elevación. El 27 de junio César quiso ocupar esa cima y bloquear el acceso enemigo a la ciudad, así que ordenó a tres legiones ocupar el terreno. La maniobra fue detectada por los vigías de Afranio, que envió tropas a ocupar primero el área en disputa. Pronto ambos bandos enviaron refuerzos y se inició una batalla.

La manera de pelear de los contrarios era esta: arremetían con gran furia; intrépidos en tomar puesto, no cuidaban mucho de guardar sus filas y combatían desunidos y dispersos; en viéndose apretados, no tenían por mengua el volver pie atrás y dejar el sitio, hechos a este género de combate peleando con los lusitanos y otros bárbaros; como de ordinario acaece que al soldado se le pega mucho de la costumbre de aquellos países donde ha envejecido.

Esa manera de luchar desconcertó a los desacostumbrados cesarianos, volviéndose insostenible su posición. Creyendo que estaban por ser envueltos por el flanco derecho empezaron a retirarse hacia una colina. El procónsul decidió enviar a la IX para ayudar a sus tropas y esta hizo retirarse a sus enemigos detrás de los muros de Ilerda, pero los soldados quedaron vulnerables, pues estaban en la posición baja de la colina. Cuando se les ordenó retirarse los legionarios de Afranio atacaron cuesta abajo.

Era el lugar escarpado y pendiente de ambas partes, ancho solamente cuanto cabían en él tres cohortes escuadronadas, que ni podían ser socorridas por los lados ni amparadas en el trance por la caballería. Por la parte de la ciudad había un declive menos agrio como de cuatrocientos pasos. Por aquí debía de ser la retirada de los nuestros, ya que su ardor inconsiderado los llevó tan adelante. Peleaban en este sitio igualmente peligroso por su estrechura, como porque, puestos a la misma raíz del monte, no malograban tiro los enemigos; sin embargo, a esfuerzos del valor y sufrimiento aguantaban toda la carga.

Los cesarianos eran blancos fáciles para los proyectiles lanzados desde la ciudad, mientras los pompeyanos recibían refuerzos desde su campamento. César debió hacer lo mismo. Tras cinco horas de combate sin tregua, acabados los proyectiles, los cesarianos cargaron desesperadamente colina arriba contra el enemigo, barriendo a las primeras líneas, pero fueron rechazados en los muros y el interior de Ilerda. Finalmente, cuando la caballería cesariana llegó por ambos flancos pudieron retirarse seguros de no ser perseguidos.

En el primer encuentro cayeron de los nuestros al pie de setenta, y entre ellos Quinto Fulginio, comandante de los piqueros de la legión decimocuarta, que de soldado raso había subido a este grado por sus señalados méritos. Los heridos fueron más de seiscientos. De los contrarios quedó muerto Tito Cecilio, centurión de la primera fila, y murieron también cuatro capitanes con doscientos y más soldados.

Afranio conquistó la pequeña loma, dejando una pequeña guarnición atrincherada en una nueva fortificación.

### Problemas de César
Al día siguiente, el deshielo de primavera provocó una violenta inundación (o una gran tormenta según otra fuente) que destruyó los puentes de Fabio, dificultando las comunicaciones a los cesarianos, atrapados sin posibilidad de cruzar el Sicoris o el Cinga. En cambio, el puente de piedra pompeyano seguían funcionando, permitiéndoles cruzar cuando querían. No le podían llegar convoyes con trigo de las tribus aliadas, Italia o Galia. Los auxiliares de la Citerior y Lusitania, ligeramente armados podía cruzar los ríos para forrajear, pero los romanos, con armaduras pesadas no. La temporada era desfavorable también, Afranio había podido cosechar y cobrar tributos antes que llegara César, y el procónsul había usado lo poco que pudo recolectar en las semanas anteriores. Además, la guerra había asustado a los locales, que apartaron a sus ganados de la zona del conflicto.

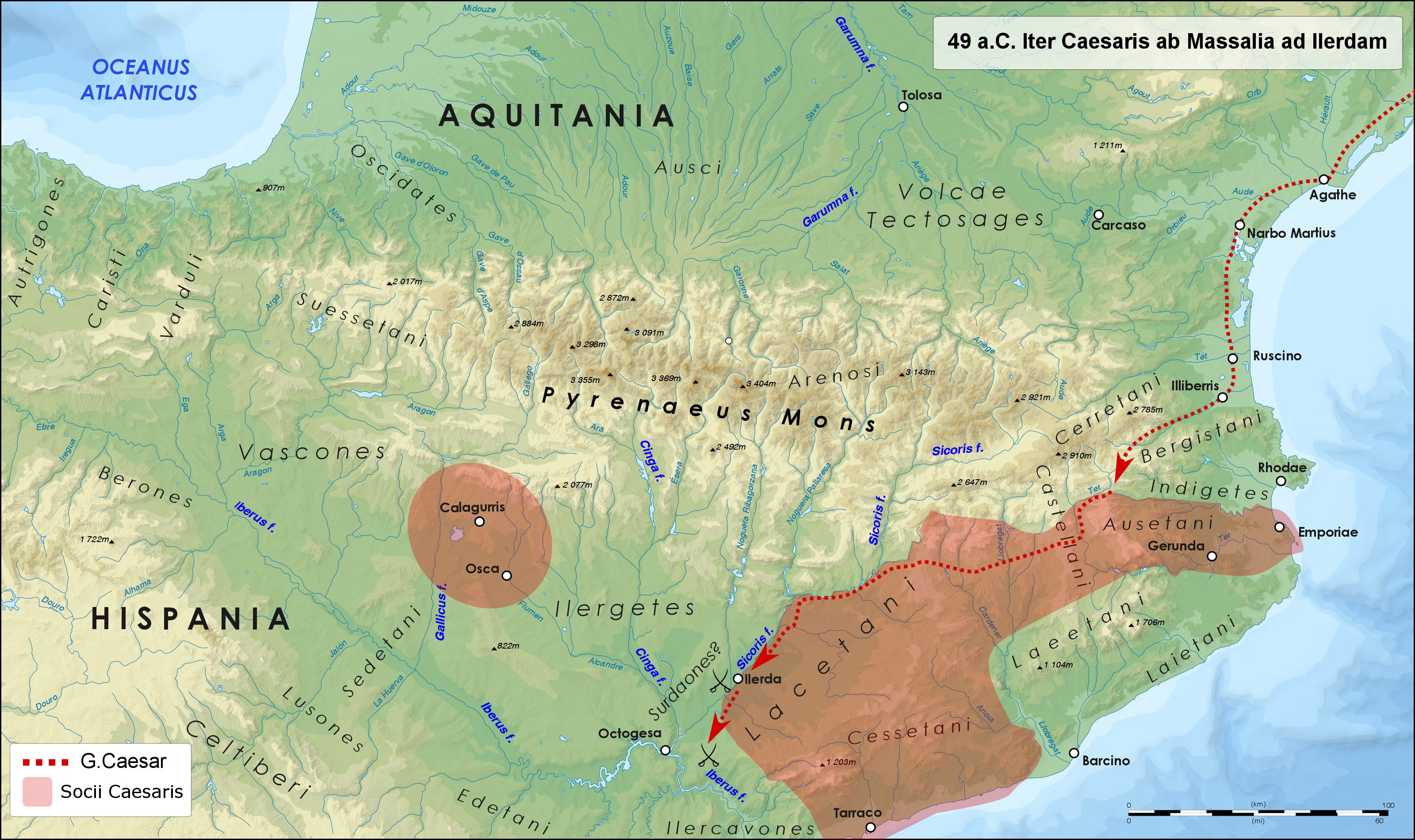
Operaciones militares de César con flechas rojas y en rojo claro los territorios de sus aliados.

Por el contrario, Afranio tenían grandes reservas de alimentos y le llegaban nuevos suministros por Ilerda. César no podía reconstruir los puentes, pues el fuerte caudal impedía los trabajos tanto como los ataques de proyectiles pompeyanos, que controlaban las riberas. Cuando el general pompeyano supo que una caravana con numerosos materiales de construcción esperaban encontrar un método para cruzar y llegar a César, decidió atacar. La caravana contaba con arqueros rutenos de Aquitania, jinetes, legionarios, esclavos y no combatientes. Alrededor de seis mil personas sin un mando fijo  y que se habían sumado a la caravana durante el viaje, incluyendo muchos jóvenes nobles de Roma. Afranio salió de noche con toda su caballería y tres legiones para destruirlos. Les atacó por sorpresa, pero los jinetes galos lograron organizar cierta resistencia, pero cuando vieron a las águilas de las legiones, la mayoría huyó a las colinas. Murieron doscientos arqueros, algunos jinetes y una pequeña cantidad de porteadores y bestias de carga.

### Cambio de la situación
La situación de los cesarianos se hizo desesperada por el hambre. César ordenó requisar todo el ganado que pudieran encontrar, mandando partidas a lugares muy apartados. Sintiéndose victoriosos, Afranio y Petreyo empezaron a escribir cartas a Roma anunciando su triunfo.
Como no podían construir nuevos puentes y los pompeyanos bloqueaban todos los caminos, César restauró la llegada de suministros construyendo un nuevo puente cruzando el río con navíos similares a los currach celtas (10 de julio). Luego los transporta de noche en carromatos y sus hombres cruzan el río sin ser vistos, fortificando rápidamente la otra orilla. En dos días construyen un nuevo puente y empiezan a resolver sus necesidades de alimentos.
Al mismo tiempo, envió a su caballería río arriba para vadear y caer sobre los desprevenidos forrajeadores del enemigo, matando a muchos hombres y animales. Los pompeyanos enviaron cohortes auxiliares a salvar la situación, pero los jinetes cesarianos se dividieron en dos grupos, uno continuó el saqueo y el otro resistió a los refuerzos. Una de las cohortes pompeyanas se adelantó y fue aislada por la caballería, que la rodeó y aniquiló, retirándose luego con gran botín.
Esto atemorizó a los soldados pompeyanos, que ya dejaron de distanciarse mucho de su campamento y evitaron nuevas escaramuzas. A la vez, empezaron a mantener la guardia todo el día y comer solamente de noche. Además, llegaron noticias de una victoria de los cesarianos sobre los vecinos de Massilia en el mar, la que César exageró para hacer propaganda. Así, los pueblos locales empezaron a cambiar de bando y aliarse con César. Primero Osca y Calagurris, luego Tarraco, lacetanos, ausetanos y gente de Ilerda. Por último, fue desmentido el rumor de la venida de Pompeyo con un ejército desde Mauritania, lo que solo hizo cambiar de bando a más tribus.

### Retirada pompeyana
Después, sabiendo que al norte, río arriba, el curso del agua formaba una pequeña isla hizo construir zanjas para desviar el río a la llanura para que su superior caballería pudiera vadear el río (19 de julio). Los comandantes pompeyanos decidieron retirarse para unirse a Varrón en la Celtiberia antes de que los jinetes cesarianos llegaran a la orilla oriental y los dejaran atrapados. Sabían que en esa región esos pueblos temían al nombre de Pompeyo desde los tiempos de Quinto Sertorio.
Afranio y Petreyo deciden retirarse a Octogesa esa noche, junto al Iber, así que mandan reunir botes para crear un puente con el que cruzar ese río. Luego hacen cruzar el Sicoris a dos legiones para construir un campamento. César se enteró de esto por sus exploradores, así que ordenó apresurar los trabajos en la noche, logrando que su caballería pudiera cruzar, pero tuvieron que dejar atrás a la infantería. Los cesarianos esperaron al amanecer para perseguir y acosar, no querían avanzar en un territorio extraño en la oscuridad.
Al día siguiente, el 25 de julio, Afranio y Petreyo reciben las noticias de que el puente sobre el Iber está listo y que se ha encontrado un nuevo vado en el Sicoris. Cruzan este último río y se reúnen con las dos legiones de vanguardia en el nuevo campamento, dejando dos cohortes de auxiliares en Ilerda. César decide enviar a su caballería a acosar al enemigo en retirada, atacando su retaguardia y forzándolos a detenerse. Ésta se constituía de infantería ligera que buscaba posicionarse en posiciones elevadas. En cambio, si estaban en un valle, no podían responder a los proyectiles lanzados por los jinetes enemigos. Ocasionalmente la retaguardia debía detenerse y separarse del resto para rechazar el ataque, pero si una cohorte trataba de perseguir a la caballería esta retrocedía para dar media vuelta y atacarla por separado. Si se detenían y lograban rechazar a los cesarianos en un valle, usualmente lo cruzaban corriendo para volver a las colinas. En tanto, su propia caballería, desmoralizada por los combates anteriores, se mantuvo en el centro de la columna. Los cesarianos vieron el combate desde el campamento y se indignaron porque el enemigo se escapaba y, por lo tanto, la guerra se alargaría. El próconsul quería evitar una gran batalla lo más posible, sabedor que podían poner nerviosos a los generales enemigos y llevarlos a cometer un error que les hiciera rendirse.
Después de dejar una legión en el campamento, César ordena el cruce del río, que fue muy difícil. Usaron líneas de animales de cargas para ralentizar la corriente y que los legionarios pudieran estar en la otra orilla al anochecer. Afranio y Petreyo se asustaron al ver esto y sus soldados querían retirarse a las colinas para librarse de la caballería enemiga. Entonces llegó la noche y ambos bandos acamparon. Fue entonces cuando algunos pompeyanos se alejaron para buscar agua y fueron capturados por la caballería de César. Así, el caudillo supo que sus enemigos estaban sacando silenciosamente a su ejército del campamento y ordena dar señal de levantar el propio, lo que es oído por los pompeyanos, que deciden encerrarse de nuevo en su campamento para evitar un combate con la caballería cesariana en plena noche.
Al día siguiente, Petreyo sale con algunos jinetes en secreto y el cesariano Lucio Decidio Saxa hace lo mismo, ambos exploran el mismo sector y avisan de que a pocos kilómetros el camino entra en unos desfiladeros, el primer bando en llegar podrá detener al oponente ahí. Petreyo y Afranio convocaron un consejo militar. Algunos oficiales querían marchar de noche para alcanzar el desfiladero, pero otros indicaron que era imposible, pues la caballería cesariana exploraba constantemente la zona y si los atacaba, sus infantes romperían filas aterrados. De día, en cambio, el ser vistos huyendo daba vergüenza a los soldados y los hacía mantener las posiciones. Por eso decidieron marchar al día siguiente.
En cambio, después de un reconocimiento, César hace salir a sus soldados en el atardecer y dando un amplio rodeo por un sendero montañoso bloquea la ruta hacia Octogesa. Al ver salir a los soldados cesarianos por otra ruta, totalmente contraria al parecer, los pompeyanos celebraron y los insultaron por retirarse, pero al ver a César girar y acercarse a los desfiladeros, apresuradamente reiniciaron la marcha dejando el parque y algunas cohortes a su suerte en el campamento, mas no podía apresurarse por los ataques de la caballería cesariana. Los pompeyanos quedan aislados y sin suministros por lo que se detienen en una colina, enviando 4 cohortes auxiliares al monte más alto de la zona para refugiarse ahí y encontrar otro camino, pero la caballería cesariana les rodea y masacra a la vista de todos en la llanura. Los lugartenientes de César le ruegan que se una al combate, mientras los aterrados pompeyanos no se atreven a intervenir, pues apenas han resistido a los jinetes. Sin embargo, César no interviene, sabedor que el enemigo aislado se rendirá con suficiente tiempo y no desea una masacre de romanos perfectamente evitable.

### Pompeyanos rodeados
Afranio y Petreyo debían bajar de su colina tarde o temprano por carecer de agua ahí. Al final volvieron a su campamento, mientras César ordenaba construir uno nuevo más cerca del enemigo y bloquea todos los caminos a Octogesa. Al día siguiente, los oficiales pompeyanos discuten si retirarse a Tarraco o a Ilerda. También ordenan a auxiliares, jinetes y legionarios proteger a los porteadores que van a recolectar agua de la caballería cesariana.
Afranio y Petreyo acompañan a los porteadores, dejando a los soldados en el campamento que empiezan a conversar y a pensar que pueden esperar piedad de César. Finalmente, deciden enviar a los centuriones con César con la promesa de unirse a él si les perdonaban la vida a todos, incluyendo sus comandantes. Tribunos y centuriones empiezan a rendirse y los cesarianos y pompeyanos empiezan a celebrar el acuerdo, invitándose al campamento contrario a conversar; la alegría se transmite a las unidades auxiliares. Incluso el joven hijo de Afranio llega a rogar por su vida y la de su padre.
Cuando se entera, Afranio vuelve al campamento y se encierra en su carpa. En cambio, Petreyo reúne a su séquito personal, sirvientes privados, algunos auxiliares y jinetes bárbaros y ataca a los invitados cesarianos, que se defienden espada en mano y huyen a su campamento; incluso da muerte a un oficial propio que intenta contenerlo. Luego, Petreyo reúne a sus hombres y les suplica que no lo entreguen al enemigo. Les exige a todos jurar no desertar ni negociar, empezando por los tribunos y centuriones. Luego hace traer a los cesarianos que aún estaban en el campamento y los ejecuta, aunque la mayoría fue ocultado y escapó durante la noche. Así, Petreyo logró que sus soldados no se atrevieran a volver a pensar en rendirse. En cambio, César ordenó reunir a los pompeyanos en su campamento y mandarlos de vuelta, pero estos pidieron quedarse con él.
Los pompeyanos tenían problemas para recibir comida y agua. Al menos, cuando salieron de Ilerda los legionarios llevaban reservas de alimentos para 22 días, pero los auxiliares no. Por esto, gran número de estos últimos desertaba cada jornada. Petreyo y Afranio acabaron por decidir retirarse a Ilerda, donde quedaban algunas reservas de suministros y estaba más cerca que Tarraco, pero la caballería cesariana atacaba constantemente a su retaguardia y de cerca César los venía acechando con sus legiones.
Los pompeyanos se detenían de forma constante hasta llegar a una colina donde levantan un nuevo campamento. Entonces observaron que César construía uno propio y había enviado a sus jinetes a recolectar comida, por lo que decidieron reiniciar la marcha aprovechando la ventaja. Sin embargo, el procónsul se da cuenta de esto, deja algunas cohortes cuidando el campamento con el parque y sale a perseguirlos con sus legiones descansadas. Su caballería pronto se une y cae sobre los pompeyanos, dispersando o matando a muchos. Afranio y Petreyo se dan cuenta de que ya no pueden retroceder pero tampoco encontrar un lugar con agua donde refugiarse.
César no deja a sus tropas establecer tiendas para impedirle al enemigo intentar escabullirse de nuevo. Los pompeyanos trasladan su campamento toda la noche y el día siguiente, alejándose del agua. A la otra jornada dejan una guarnición en el campamento y marchan con el grueso de sus fuerzas por agua, además, la falta de forraje les obliga a matar a sus bestias de carga. Pero César, deseoso de rendirlos por sed, decide bloquear el camino con una zanja y una empalizada. Al tercer día la obra está casi terminada y forma a sus legiones y caballería para defenderla y traslada su campamento para acercarlo al enemigo, tanto que en caso de derrota pueda refugiarse rápidamente. Estaban organizadas en dos líneas y una más de reserva, una primera de 4 cohortes, una segunda de 3 y una final de otras 3; sus arqueros y honderos estaban en el centro y su caballería en los flancos. Los pompeyanos formaron sus legiones en dos líneas y una de reserva para los auxiliares para detener los trabajos pero no atacan y al atardecer ambos ejércitos se retiran a su campamento. Al día siguiente, los pompeyanos intentan vadear el Sicoris para escapar pero César lo detecta y ordena a sus jinetes y auxiliares germanos atacar, colocando después vigías en ambas orillas.

### Capitulación
El 29 de julio, después de 4 días sin leña, agua ni forraje para los animales, los pompeyanos piden una reunión fuera de la vista de los soldados cesarianos, lo que el procónsul rechaza. Después el hijo de Afranio se ofrece de rehén y se estipula un lugar público a elección de César. En la conferencia, Afranio dice al procónsul que no estuviera enojado por ser leales a Pompeyo, y que ahora no podían seguir con los sufrimientos, faltos de agua y encerrados como animales. Por ello pedía piedad. César los felicitó, pues habían cumplido su deber de la mejor manera posible, preocupados siempre del bienestar de sus soldados, pero que los soldados pompeyanos que habían negociado previamente tenían la razón porque solo querían el bien de sus compatriotas.
El 2 de agosto los pompeyanos capitularon. Los ciudadanos que vivían en Hispania fueron licenciados de inmediato, los demás prisioneros fueron liberados al llegar al río Varus. César se comprometió a darles granos a los pompeyanos hasta llegar a ese punto. También ordenó a sus soldados devolver toda propiedad confiscada a los vencidos. El procónsul actuó como juez para decidir cuánto dinero se debía pagar como justa indemnización en cada caso. Las legiones pompeyanas casi se amotinaron por no recibir su paga de Petreyo y Afranio, pero ellos dijeron que no era el momento, así que César fue quien tomó la decisión, dejando satisfechos a todos.
Dos días más tarde, con casi un tercio de los prisioneros licenciados, el procónsul ordena a dos de sus legiones marchan como vanguardia al sur, el resto las seguirá poco después, y al legado Quinto Fufio Caleno guiar al resto de los pompeyanos al Varus, donde se disolvieron. Permitió a todos los oficiales unirse a Pompeyo si querían y no obligó a nadie a luchar para su causa contra su voluntad. Tampoco hizo ejecuciones, a pesar de que Petreyo había matado a algunos de sus soldados en una tregua.

## Consecuencias

### Movilización de Varrón
La conducta de Varrón cambió cuando recibió informes de Afranio exagerando sus éxitos sobre César. Movilizó 30 cohortes de auxiliares para apoyar a sus dos legiones, envió granos a Afranio, Petreyo y Enobarbo, mandó construir 10 barcos de guerra en Gades y muchos más en Hispalis, le entregó los tesoros del templo de Hércules a la primera ciudad, la guarneció con 6 cohortes y la dejó a cargo del équite Cayo Galonio, amigo de Enobarbo, llevó a cabo una campaña de propaganda, pronunciando discursos contra César, afirmando que muchos soldados lo habían abandonado por Afranio y por último, uso el miedo para recolectar gran cantidad de dinero y granos.
En toda ciudad considerada favorable a César, Varrón dejó guarniciones y les impuso tributos, mientras que a los individuos les quitó sus propiedades para uso público y les obligó a jurar lealtad a él mismo y a Pompeyo. El problema vino cuando entendió que toda su provincia favorecía al procónsul después de saber del resultado de Ilerda, así que el legado decidió retirarse a Gades con sus legiones y resistir ahí apoyándose en su flota y reservas de comida todo el tiempo posible. En cambio, César estaba apurado por volver a Italia pero no quería dejar ninguna fuerza pompeyana activa en Hispania.

### Edicto en Corduba
El legado y tribuno cesariano Caleno avanzaba con 2 legiones, seguido de cerca por el procónsul con 600 jinetes, enviando un edicto a todas las autoridades de las provincia para que se reunieran en Corduba. Todas las ciudades mandaron delegados, asistieron todos los ciudadanos de renombre y se cerraron las puertas a Varrón, guarneciendo puertas, torres y muros con dos cohortes. Casi al mismo tiempo, la gente de Carmona expulsó a las tres cohortes pompeyanas que la guarnecían.
Al enterarse, Varrón aceleró la marcha a Gades para que no intentaran cortarle la ruta, pero en el camino le informaron que en cuanto se supo del edicto de César, los nobles locales y los tribunos de la guarnición conspiraron y forzaron a Galonio a salir pacíficamente mientras aún podían asegurar su seguridad. Se retiraron sus insignias y se le permitió marcharse a Hispalis. Varrón decidió que debía ir a Itálica, pero le informaron que la ciudad le cerraba las puertas. Viéndose atrapado, decidió enviarle mensajeros a César prometiéndole entregar sus fuerzas a quién él decidiera. El procónsul envía a su primo Sexto Julio César. El 7 de septiembre Varrón llega a Corduba, donde se rinde personalmente, muestra las cuentas de la provincia, entrega dinero y granos e indica las fuerzas navales que poseía. Recibió la clemencia de César.

### Final de la campaña
El procónsul le agradeció a hispanos y romanos por su apoyo, ordenó devolver el dinero y propiedades requisados por Varrón a sus legítimos dueños, otorgó recompensas a ciertas comunidades e individuos y ordenó restaurar el tesoro del templo de Hércules. Siguió para Gades, donde llegó el 17 de septiembre, momento en que se rinde la flotilla de Varrón y le da la ciudadanía romana a muchos vecinos. En esas naves llega a Tarraco el 25 de septiembre para ser recibido por embajadas de toda la región. El 1 de octubre parte a Massilia a supervisar la rendición de la ciudad. Va por tierra, primero a Narbo y luego a Massilia, donde se entera de que el pretor Lépido había logrado que lo nombraran dictador. A finales de octubre la ciudad se rinde, tras saber de sus éxitos en Hispania, dejando dos legiones en ella.
Deja la península ibérica a cargo de Quinto Casio Longino con 4 legiones. Había ganado el apoyo de las ciudades hispanas, especialmente en la Bética, y sumado a Varrón y otros como sus lugartenientes. César regresó a Roma el 12 de diciembre.
Sobre los vencidos, Varrón sirvió bajo las órdenes de Pompeyo en la batalla de Farsalia y nuevamente capituló y fue perdonado. Afranio también luchó contra César en Farsalia y después en Tapso, donde fue capturado por los aliados locales del procónsul tras esta batalla y ejecutado. Petreyo volvió a luchar contra César en Farsalia, Ruspina y Tapso, después de esta última derrota libró un duelo a muerte con el rey de Numidia, Juba II, y, siguiendo lo pactado, el vencedor (Petreyo) se suicidó.
Respecto al ejército de César, el Senado tenía reservados los números I a IV para las unidades consulares, así que cuando fue elegido cónsul en el 48 a. C., César reclutó sus propias I (probablemente la base de la I Germanica), II (posiblemente la base de la unidad creada por Cayo Vibio Pansa en el 43 a. C. y de donde surgió la II Augusta), la III (futura III Gallica) y la IV (futura IV Macedonica).

### Antigua
- Apiano. Libro II de Las guerras civiles. Volumen 14 de Historia Romana. Digitalizado por Perseus. Basado en traducción griego antiguo-inglés por Horace White, Londres: MacMillan & Co., 1899. Véase también versión digitalizada en UChicago. Basada en traducción de latín-inglés por Horace White, Loeb Classical Librery, 1913.
- Cayo Julio César. De bello civili (BC). Traducción latín-inglés por Arthur George Peskett, 1914, Loeb Classical Library. Digitalizado los libros 1 y 2 en UChicago. Versión en latín en Perseus. Basada en Renatus du Pontet, 1901, Oxford: Oxford University Press. En español en Imperium.org.
- Dion Casio. Historia romana. Libros 40 y 41. Digitalizado por UChicago. Basado en traducción latín-inglés por Earnest Cary, Harvard University Press, volumen IV de colección de Loeb Classical Library, 1916.
- Lucano. Farsalia. Libro 1. Digitalizados en Libros gratis basados en traducción latín-español por Juan de Jáuregui, introducción es un discurso de Emilio Castelar en la Universidad Central, edición de Antonio de San Martín, volumen 1, Madrid: Librería de la Viuda de Hernando y Cía., 1888. También en Archive basada en traducción latín-inglés por James D. Duff, Londres: William Heinemann, 1928. Véase también versión en Perseus. Basado en edición y traducción latín-inglés por Edward Ridley, Londres: Longmans, Green y Co., 1905. Véase la edición anterior del mismo traductor y editorial, 1896.
- Plutarco. Vida de Pompeyo. Libro 5 de Vidas paralelas. Digitalizado en UChicago. Basada en traducción de latín-inglés por Bernadotte Perrin, volumen V de la Loeb Classical Librery, 1917. En español en Imperium.
- Plutarco. Vida de César. Libro 5 de Vidas paralelas. Digitalizado en  UChicago. Basada en traducción de latín-inglés por Bernadotte Perrin, volumen VII de la Loeb Classical Librery, 1919. En español en Imperium.
- Suetonio. El divino Julio César. Libro I de Vidas de los doce césares. Digitalizado por UChicago. Basado en traducción latín-inglés por J. C. Rolfe, Loeb Classical Library, 1913. Véase también versión digitalizada por Perseus. Basado en edición y traducción latín-inglés por J. Eugene Reed  & Alexander Thomson, Filadelfia: Gebbie & Co., 1889.
- Veleyo Patérculo. Compendio de la Historia romana. Digitalizado en inglés por Bill Mayer en UChicago. Véase Libro 2. Basado en la obra de 1924, por la Loeb Classical Library, traducción latín-inglés y edición por Frederick W. Shipley.

### Moderna
- Adkins, Lesley & Roy A. Adkins (1998). Handbook to Life in Ancient Rome. OUP USA. ISBN 9780195123326.
- Bennett, Matthew (1998). The Hutchinson Dictionary of Ancient & Medieval Warfare. Chicago; Londres: Taylor & Francis. ISBN 978-1-57958-116-9.
- Bunson, Matthew (2009) [1994]. Encyclopedia of the Roman Empire. Nuevo York: Infobase Publishing. ISBN 978-1-43811-027-1.
- Cawthorne, Nigel (2005). Julius Caesar. Londres: Haus Publishing. ISBN 9781904950110.
- DuBois, Michael S. (2015). Legio. Raleigh: Lulu Enterprises. ISBN 9781329767836.
- Fields, Nic (2018). Julius Caesar. Bloomsbury Publishing. ISBN 9781472838407.
- García de Cortázar, Fernando (2012) [2005] Atlas de Historia de España. Planeta, 2º edición. ISBN 9788408005391.
- Jiménez, Ramón L. (2000). Caesar Against Rome: The Great Roman Civil War. Westport: Praeger. ISBN 9780275966201.
- Lewis, Simon (2019). Julius Caesar: Rome's Greatest Warlord. Open Road Media. ISBN 9781504060608.
- Mar, Ricardo; Joaquín Ruiz de Arbulo; David Vivó & José Alejandro Beltrán-Caballero (2015). Tarraco. Arquitectura y urbanismo de una capital provincial romana: Volumen I. De la Tarragona ibérica a la construcción del templo de Augusto. Tarragona: Publicacions Universitat Rovira I Virgili. ISBN 9788484243854.
- Novillo, Miguel Ángel (2011). Breve historia de Julio César. Ediciones Nowtilus S.L., Madrid. ISBN 978-84-9967-032-4.
- Sheppard, Si (2009) [2006]. César contra Pompeyo. Farsalia. Traducción inglés-español de Eloy Carbó Ros. Barcelona: Osprey Publishing. ISBN 978-84-473-6379-7.
- Tucker, Spencer C. (2009). A Global Chronology of Conflict: From the Ancient World to the Modern Middle East. Santa Bárbara: ABC-CLIO. ISBN 9781851096725.
- Zamora Merchán, Mar & Fernando Quesada Sanz (2003). El caballo en la Antigua Iberia: estudios sobre los équidos en la Edad del Hierro. Madrid: Real Academia de la Historia. ISBN 84-95983-20-6.